# Brush Creek
Brush Creek és una concentració de població designada pel cens dels Estats Units a l'estat d'Oklahoma. Segons el cens del 2000 tenia 41 habitants.

## Demografia
Segons el cens del 2000, Brush Creek tenia 41 habitants, 13 habitatges, i 9 famílies. La densitat de població era de 19,3 habitants per km².
Dels 13 habitatges en un 38,5% hi vivien nens de menys de 18 anys, en un 53,8% hi vivien parelles casades, en un 7,7% dones solteres, i en un 23,1% no eren unitats familiars. En el 23,1% dels habitatges hi vivien persones soles el 15,4% de les quals corresponia a persones de 65 anys o més que vivien soles. El nombre mitjà de persones vivint en cada habitatge era de 3,15 i el nombre mitjà de persones que vivien en cada família era de 3,7.
Per edats la població es repartia de la següent manera: un 29,3% tenia menys de 18 anys, un 14,6% entre 18 i 24, un 29,3% entre 25 i 44, un 12,2% de 45 a 60 i un 14,6% 65 anys o més.
L'edat mediana era de 30 anys. Per cada 100 dones de 18 o més anys hi havia 93,3 homes.
La renda mediana per habitatge era de 20.625 $ i la renda mediana per família de 19.375 $. Els homes tenien una renda mediana de 23.750 $ mentre que les dones 0 $. La renda per capita de la població era de 10.288 $. Cap de les famílies i el 7,7% de la població estaven per davall del llindar de pobresa.

## Poblacions més properes
El següent diagrama mostra les poblacions més properes.